# Język programowania
Język programowania – zbiór zasad określających, kiedy ciąg symboli tworzy program komputerowy oraz jakie obliczenia opisuje. Teorią języków programowania w informatyce zajmuje się teoria języków formalnych.

## Wstęp
Podobnie jak języki naturalne, język programowania składa się ze zbiorów reguł syntaktycznych oraz semantyki, które opisują, jak należy budować poprawne wyrażenia oraz jak komputer ma je rozumieć. Wiele języków programowania posiada pisemną specyfikację swojej składni oraz semantyki, lecz inne zdefiniowane są jedynie przez oficjalne implementacje.
Język programowania pozwala na precyzyjny zapis algorytmów oraz innych zadań, jakie komputer ma wykonać. W niektórych pracach pojęcie języka programowania jest ograniczane wyłącznie do tych języków, w których można zapisać wszystkie istniejące algorytmy – od strony matematycznej oznacza to, że język musi być przynajmniej kompletny w sensie Turinga, jednak można się także spotkać z wykorzystaniem tego pojęcia na określenie również bardziej ograniczonych języków.

## Definicje
Język programowania może być zdefiniowany ze względu na kilka cech:
- funkcja: język programowania służy do tworzenia programów komputerowych, których zadaniem jest przetwarzanie danych, wykonywanie obliczeń i algorytmów oraz kontrolowanie/obsługa zewnętrznych urządzeń, np. drukarek, robotów itd.
- przeznaczenie: języki naturalne służą do komunikacji między ludźmi, natomiast języki programowania umożliwiają wydawanie poleceń maszynom. Niektóre z języków są wykorzystywane również do kontrolowania jednego urządzenia przez inne. Przykładowo, program wykonywany na komputerze może wygenerować kod PostScript do sterowania pracą drukarki bądź wyświetlacza.
- konstrukcje składniowe: język programowania może zawierać konstrukcje składniowe do manipulowania strukturami danych oraz zarządzania przepływem sterowania.
- moc: teoria obliczeń klasyfikuje języki według rodzajów obliczeń, które można za ich pomocą zrealizować (hierarchia Chomskiego). We wszystkich językach zupełnych w sensie Turinga da się zaimplementować ten sam zbiór algorytmów. Przykładem często stosowanego języka niezupełnego jest SQL służący do komunikacji z bazą danych.

Języki, w których nie da się realizować obliczeń (języki znaczników, jak HTML czy XML oraz gramatyki formalne, np. BNF), nie są uznawane za języki programowania.

## Przeznaczenie

Memetyczna ewolucja niektórych języków programowania według deklaracji autorów lub oficjalnych specyfikacji

Obecnie na świecie istnieją tysiące języków programowania i każdego roku powstają nowe. Od języków naturalnych odróżniają się wysoką precyzją oraz jednoznacznością. Człowiek podczas komunikacji między sobą stale popełnia niewielkie błędy lub pozostawia niedomówienia wiedząc, że drugi rozmówca najczęściej go zrozumie. Maszyny wykonują zadania dokładnie, dlatego każdą czynność trzeba opisać ściśle krok po kroku, ponieważ komputer nie potrafi dociec, co programista miał na myśli.
Wiele języków zostało zaprojektowanych od zera, lecz powszechna jest praktyka rozwijania już istniejących rozwiązań oraz celowego upodabniania jednego języka do innego. Pozwala to na szybsze opanowanie nowego języka przez programistów mających już doświadczenie w tworzeniu aplikacji. Potrzeba istnienia wielu różnorodnych języków wynika z dużej liczby sytuacji, w których są one wykorzystywane – każda posiada pewne specyficzne wymagania:
- wielkość programów waha się od niedużych skryptów pisanych przez amatorów do potężnych aplikacji rozwijanych przez setki programistów
- doświadczenie użytkowników waha się od nowicjuszy lub programistów okazjonalnych wymagających przede wszystkim prostoty, do ekspertów potrafiących zrobić użytek z oferowanych możliwości
- tworzone programy muszą spełniać określone wymagania dotyczące szybkości, skalowalności oraz wielkości
- istniejące języki mogą być zbyt rozbudowane do pewnych zadań
- programy mogą nie zmieniać się z biegiem lat lub być poddawane stałym modyfikacjom
- programiści mają różne gusta – każdy z nich ma swój ulubiony język, w którym pisze mu się najwygodniej.

Z tych powodów nie powiodły się do dziś próby stworzenia języka uniwersalnego.
Obecnie panuje tendencja do tworzenia języków umożliwiających rozwiązywanie problemów na wyższym poziomie abstrakcji. Pierwsze języki programowania były mocno związane z konkretnym sprzętem. Z biegiem czasu wynalezione zostały nowe techniki tworzenia oprogramowania znacznie poprawiające przenośność oraz opracowane algorytmy pozwalające automatycznie realizować zadania, którymi dotąd musiał zajmować się programista. Skraca to czas tworzenia aplikacji i zmniejsza liczbę okazji do popełnienia błędu, lecz w niektórych sytuacjach odbija się to negatywnie na wydajności (np. język Java).

## Elementy języka

Kolorowanie składni jest wykorzystywane w edytorach kodu do wizualnego różnicowania poszczególnych elementów składni, co ułatwia czytanie kodu. Ilustracja przedstawia pokolorowany kod w języku Python.

Postać programu wyrażona w języku programowania określana jest jako kod źródłowy. Na język programowania składa się kilka elementów:

### Składnia
Aby dany ciąg znaków mógł być rozpoznany jako program napisany w danym języku, musi spełniać pewne reguły, zwane składnią. Składnia opisuje:
- rodzaje dostępnych symboli
- zasady, według których symbole mogą być łączone w większe struktury.

Składnia najczęściej opisywana jest w formalnym zapisie będącym połączeniem wyrażeń regularnych oraz notacji BNF lub EBNF. Poniżej przedstawiony jest przykład prostej gramatyki wzorowanej na języku Lisp:
```
wyrazenie
 
::=
 
atom
 
| lista

atom ::= liczba |
 
symbol

liczba
 
::=
 
[+-]?[
'0'-'9']+

symbol
 
::=
 
[
'A'-'Z
'
'a'-'z'].*

lista
 
::=
 
'
(
'
 
wyrazenie*
'
)
'

```

Zapis ten określa wygląd i budowę kolejnych symboli:
- wyrażeniem nazwiemy atom i listę
- atomem nazwiemy każdą liczbę lub symbol
- liczbą nazwiemy ciąg cyfr, który może zaczynać się opcjonalnie od znaku + lub –
- symbolem nazwiemy dowolną sekwencję dużych i małych liter alfabetu łacińskiego
- listą nazwiemy parę nawiasów, w której może się znaleźć zero lub więcej wyrażeń.

Przykładowe ciągi, które spełniają podane reguły składni to: „12345”, „()”, „(a b c232 (1))”.
Zauważmy, że na etapie przetwarzania składni w ogóle nie jest brane pod uwagę znaczenie poszczególnych symboli. W praktyce kod poprawny składniowo nie musi być poprawny semantycznie. Występuje tu analogia do języków naturalnych. Zdanie „Łolopy się mucioszą” jest poprawne pod względem gramatycznym, lecz nie posiada żadnego znaczenia, ponieważ zostały w nim użyte nieistniejące słowa.

### Semantyka
Semantyka języka programowania definiuje precyzyjnie znaczenie poszczególnych symboli oraz ich funkcję w programie. Semantykę najczęściej definiuje się słownie, ponieważ większość z jej zagadnień jest trudna lub wręcz niemożliwa do ujęcia w jakikolwiek formalizm. Część błędów semantycznych można wychwycić już w momencie wstępnego przetwarzania kodu programu, np. próbę odwołania się do nieistniejącej funkcji, lecz inne mogą ujawnić się dopiero w trakcie wykonywania.

### Typy danych
Każdy język operuje na jakimś zestawie danych, dlatego niezbędne jest podzielenie danych na odpowiednie typy, zdefiniowanie ich właściwości oraz operacji, jakie można na nich realizować. Większość języków posiada typy danych do reprezentowania:
- liczb całkowitych w różnych zakresach
- liczb zmiennoprzecinkowych (reprezentacje liczb rzeczywistych o różnym stopniu dokładności)
- ciągów tekstowych.

Od strony sprzętowej wszystkie te informacje wyrażane są za pomocą sekwencji zer i jedynek. Język programowania nakłada jedynie odpowiednie ograniczenia i zasady ich przetwarzania. Zjawisko konwersji wartości jednego typu na inną nazywa się rzutowaniem.

### Biblioteki standardowe
Dla większości języków zdefiniowana jest także biblioteka standardowa zawierająca podstawowy zestaw funkcji pozwalających realizować wszystkie najważniejsze operacje, np.:
- obsługę wejścia-wyjścia
- obsługę plików
- obsługę wielowątkowości
- zarządzanie pamięcią operacyjną
- podstawowe typy danych oraz funkcje do zarządzania nimi
- operacje na ciągach tekstowych.

Użytkownicy traktują bibliotekę standardową często jako część języka, lecz od strony twórców są to osobne twory. Przykładowo, programiści piszący w języku D mają do dyspozycji zarówno oficjalną bibliotekę Phobos, jak i alternatywny projekt Tango.

## Wykonywanie kodu
Aby program napisany w danym języku mógł być wykonany, niezbędne jest przetworzenie jego kodu źródłowego:
- kompilacja – kod źródłowy jest tłumaczony do postaci języka maszynowego, czyli sekwencji elementarnych operacji gotowych do bezpośredniego przetworzenia przez procesor komputera. Jeżeli dany język programowania podlega kompilacji, określany jest mianem kompilowanego języka programowania
- interpretacja – kod źródłowy jest na bieżąco tłumaczony i wykonywany przez dodatkowy program zwany interpreterem. Jeżeli język podlega interpretacji, nazywany jest interpretowanym językiem programowania.

Wykonanie polegające na kompilacji do kodu maszynowego zapewnia najwyższą wydajność programom, lecz wygenerowany kod jest ściśle powiązany z platformą sprzętową. Ponadto kompilowane języki są bardziej zbliżone do sposobu funkcjonowania sprzętu, przez co programowanie w nich jest trudniejsze. Języki interpretowane zapewniają większą przenośność programów, które często są niezależne od platformy i systemu operacyjnego. Aby programy wyrażone w języku interpretowanym można było uruchomić na innej platformie, wystarczy napisać dla niej interpreter. Jednak taki sposób wykonywania odbija się negatywnie na wydajności. Alternatywnym rozwiązaniem jest kompilacja programów do postaci pośredniej, tzw. kodu bajtowego. Jest ona wykonywana przez wirtualne maszyny tłumaczące elementarne rozkazy kodu bajtowego na rozkazy procesora.

## Klasyfikacja języków programowania
Języki programowania mogą być podzielone ze względu na:
- paradygmat programowania,
- generację języka programowania,
- sposób kontroli typów,
- sposób wykonywania (kompilacja, interpretacja),
- poziom (języki niskiego poziomu są bardziej zbliżone pod względem budowy do działania sprzętu),
- przeznaczenie.

## Najpopularniejsze języki programowania
Lista dwudziestu najczęściej używanych w XXI wieku języków programowania według TIOBE (stan z marca 2025 r.):
1. Python (23,85%)
2. C++ (11,08%)
3. Java (10,36%)
4. C (9,53%)
5. C# (4,87%)
6. JavaScript
7. Go
8. SQL
9. Visual Basic - zobacz także BASIC
10. Delphi
11. Fortran
12. Scratch
13. PHP
14. Rust
15. Matlab
16. R
17. Asembler
18. Ada
19. Kotlin
20. COBOL